# Franciele (basquetebolista)
Francielle Aparecida do Nascimento (Jacarezinho, 19 de dezembro de 1987) é uma
basquetebolista profissional brasileira, atualmente joga no Arraz Josipa Burgos da Espanha.

## Carreira
Francielle fez parte do elenco da Seleção Brasileira de Basquetebol Feminino, nas Olimpíadas de 2008 e 2012.